# 法布里奇內 (扎波羅熱州)
47°14′52″N 35°48′24″E / 47.24778°N 35.80667°E
法布里奇內（烏克蘭語：Фабричне）是位於烏克蘭東南部的村莊，由扎波羅熱州波洛希區的托克馬克市鎮負責管轄。該村處於托克馬克河左岸，距離斯尼胡里夫卡1.5公里和盧希夫卡2.5公里，始建於1945年，面積0.35平方公里，海拔高度48米，2001年人口151。